# Дьявол из Джерси
Дьявол из Джерси — легендарное существо (возможно, криптид), якобы обитающее в Пайн Барренс, лесистой местности на юге американского штата Нью-Джерси. Легенда о существе оказала огромное влияние на американскую и мировую массовую культуру, в его честь даже названа команда «Нью-Джерси Девилз» в Национальной хоккейной лиге.

## Внешний вид
Существо часто описывают как прямоходящее, ростом от 1 до 1,8 м, с телом, покрытым чёрным пухом, с крыльями, похожими на крылья летучей мыши (то есть умеющее летать), тёмно-красными глазами и головой, похожей на лошадиную (или козью, или собачью), длинной шеей, бараньими рогами, короткими передними лапами с острыми когтями, раздвоенными копытами и раздвоенным хвостом; однако существуют разные описания (в некоторых из которых он весьма сильно напоминает кенгуру). В легендах сообщается, что это существо быстро передвигается и издаёт «крик, от которого кровь стынет в жилах».

## Легенды
Легенда о Дьяволе из Джерси  прослеживается со времён североамериканских индейцев. Одно из племён делаваров называло здешние торфяники «Popuessing», что означает «земля дракона». Позже голландские исследователи переименовали это место в «Drake Kill» — «Ручей драконов». Легенды делаваров также сообщают, что невдалеке в Нью-Джерси находится место под названием «Squankum», что означает «земли злых духов». Тем не менее словосочетание «земли злых духов» вполне может означать место активного размножения комаров и ничего более.
В большинстве легенд о Дьяволе из Джерси его происхождение связывают с миссис Лидс (она же «мамаша Лидс»), предполагаемой ведьмой, жившей в конце XVII века, хотя и эта история имеет множество вариантов.
По одной из версий, она вызвала дьявола, сказав «пусть он будет Дьяволом» или «пусть его возьмёт Дьявол», когда родился её тринадцатый ребёнок (так как она устала от рождения детей): когда он родился, она дала ему имя Лукас, после чего он немедленно или вскоре после рождения превратился в крылатое дьяволоподобное существо, съел всех остальных детей (в некоторых вариантах легенды; в других он, родившись нормальным ребёнком, превращается в крылатого дьявола спустя несколько секунд и съедает повитуху) и улетел в степи через дымоход; рассказы о времени рождения и степени уродливости существа также расходятся. Чаще всего указывается, что год рождения существа — 1735. В различных вариантах легенды встречаются и другие детали: например, что миссис Лидс зачала этого ребёнка от дьявола, что местные священники пытались изгнать это существо из Пайн Барренс или что оно впоследствии, улетев из дома, продолжало пожирать местных детей.
По другой версии, Дьявол из Джерси сначала был нормальным ребёнком, запертым на всю жизнь злой матерью в погребе или на чердаке и затем превратившимся в монстра и сбежавшим в степи (аналог диких детей, что представляет собой хотя бы отчасти возможную версию реального события). По ещё одной версии, эгоистичная и корыстолюбивая девушка когда-то отказалась предоставить ночлег и пропитание цыганам, в отместку за что они навлекли на неё проклятие, и она родила ребёнка-дьявола. Также есть версия, что Лидс была ведьмой, наславшей проклятье на местность в виде дьявола (в качестве её сообщника по терроризированию местности иногда называется некий английский солдат). Наконец, есть версия, что Дьявол постучал три раза в дом миссис Лидс, представился её сыном и попросил, чтобы она впустила его, но она, поняв, кто это, отказалась сделать это, и с тех пор Дьявол бродит по округе.
«Родиной» Дьявола из Джерси считается хижина под названием «The Shrouds House» в местном сосновом лесу среди торфяников, существующая до сих пор, пусть и в виде развалин (на 1952 год уцелел фундамент и некоторые другие части строения), — в некоторых легендах его матерью называется не миссис Лидс, а миссис Шурдс. Примечательно, что в этом месте в конце XVII века действительно жили две семьи с фамилиями Лидс и Шурдс, и деревни их были разделены между собой лишь рекой.
Говорят, что «друзьями» Дьявола из Джерси были обезглавленные пираты, призрачные женщины или русалки. В некоторых местах южного Нью-Джерси ходили слухи, что Дьявол из Джерси живёт в некоем месте около фабрики, производящей гербициды (существование которой также не более чем слух), которая якобы расположена среди лесов и песков, окружающих небольшое поселение Чартсворт.
В южной части Нью-Джерси широко распространена легенда о том, что женщина, ожидавшая ребёнка в первый раз, очень надеялась, что он родится идеальным. Когда же он родился, то был настолько уродлив, что никого ужаснее она никогда не видела. Мать разгневалась и сказала: «Он не мой сын, а сын Дьявола, так пусть же к нему и возвращается!», после чего бросила его в реку, где он сразу же утонул. С тех пор также существует легенда о реке, в которой живёт Дьявол: будто бы на каменном дне реки живёт существо, которое всасывает воздух, и некоторые плавающие люди могут быть «засосаны» им под воду, где их ожидает неминуемая гибель. Якобы трупы этих людей потом всплывают со дна на поверхность воды, что неоднократно наблюдалось очевидцами.

## Семья Лидс
Дьявола из Джерси называли «лидсовским дьяволом» или «дьяволом из Лидса», что могло быть отсылкой к местной семье Лидсов и к городу Лидс-Пойнт на юге Нью-Джерси.
«Мамаша Лидс» идентифицируется некоторыми исследователями с Деборой Лидс — на том основании, что её муж, Яфет Лидс, указал двенадцать детей в завещании, составленном им в 1736 году, что в целом сходится с легендой (за исключением её варианта, в котором дьявол съедает других детей). Дебора и Яфет Лидсы жили в районе Лидс-Пойнта, ныне в округе Атлантик, который в легендах обычно выступает местом действия историй о Дьяволе из Джерси.
Некоторые исследователи связывают происхождение легенды о Дьяволе из Джерси с деятельностью Дэниэла Лидса, который приобрёл земли в местности Пайн-Барренс, впоследствии ставшие известными как Лидс-Пойнт, чаще всего упоминаемый в легендах о Дьяволе из Джерси как место действия и предполагаемых наблюдений существа. Лидс, квакер и видный человек в Нью-Джерси конца XVII века, был подвергнут остракизму в своей общине за публикацию в 1687 году альманаха, содержавшего тексты по христианской астрологии и другим оккультным вопросам. Вступив со своими земляками в спор, Дэниэл продолжил издание своих сочинений, а когда в 1690-е годы те были объявлены филадельфийским собранием квакеров богохульством и ересью, перешёл в англиканство и обвинил квакеров в антимонархизме, заручившись поддержкой лорда Корнеби, британского губернатора Нью-Джерси, и став его советником. Рассматривая Лидса как предателя, квакеры южного Нью-Джерси изгнали его из общины как «воплощение зла».
В 1716 году сын Дэниэла Лидса Титан, унаследовавший Лидс-Пойнт, продолжил издание отцовского альманаха с астрологическими статьями, одно время даже конкурировавшего с «Poor Richard’s Almanac», издававшимся Бенджамином Франклином. В 1733 году последний, дабы высмеять увлечение Лидса астрологией, опубликовал предсказание смерти Лидса в октябре текущего года, а когда оно не сбылось, саркастически объявил, что Лидс на самом деле умер и теперь существует в виде призрака, причём эта шутка широко распространилась, оставшись на устах людей и после реальной смерти Титана Лидса в 1738 году. По мнению исследователей, созданный Франклином образ Лидса-призрака вкупе с репутацией последнего как богохульника и оккультиста способствовали появлению легенды о лидсовском дьяволе, скрывающемся в Пайн-Барренс.
В 1728 году Титан Лидс начал изображать в издаваемых им выпусках альманаха герб своего рода, включавший изображение мифического существа виверна; Регаль отмечает, что это существо напоминает распространённые в народе описания Дьявола из Джерси и что данный герб как минимум усилил и так дурную репутацию Лидсов среди местных жителей: изображение чудовища и растущая враждебность жителей южного Джерси к королевской семье и аристокартии (с которыми ассоциировались фамильные гербы) могло стать одним из факторов появления легенды о лидсовском дьяволе и ассоциировании семьи Лидсов с «дьяволами» и «монстрами».

## Дьявол из Лидса
На протяжении XVIII—XIX веков, как минимум не позднее рубежа 1790-х и 1800-х годов, история о Дьяволе из Джерси уже была распространена в устной фольклорной традиции южного Нью-Джерси. В частности, в 1859 году в газете Atlantic Monthly была опубликована большая статья с рассказом о легендах Пайн Барренс, в которых фигурирует «лидский дьявол», а в 1887 году в той же газете описывались предполагаемые наблюдения данного существа, названного «дьяволом из Лидса» и якобы хорошо известного жителям Берлингтона.
В вышедшей под редакцией Яна Харольда Брюнванда энциклопедии американского фольклора «American Folklore: An Encyclopedia» рутгеровский профессор Ангус Кресс Гиллеспи назвал Дьявола из Джерси малоизвестной локальной легендой на протяжении большей части своего существования — вплоть до событий 1909 года, когда в результате предполагаемых массовых наблюдений приобрёл широкую известность и привлёк внимание прессы. Он также отмечал, что за 250 лет существования устных преданий о нём сложилось большое количество вариантов этой истории, а также что на сегодняшний день благодаря популярности футболок, пуговиц, открыток и других товаров с изображением Дьявола из Джерси, коктейлей, названных в его честь, и прочих атрибутов существо стало в большей степени персонажем массовой культуры, нежели фольклора.

## Встречи с Дьяволом из Джерси
С XVIII века было несколько тысяч сообщений о якобы встречах с Дьяволом из Джерси, ниже приведены только самые известные. Ни одна из них, за исключением наблюдения в 1909 году, не имеет даже призрачных доказательств реальности события:
- Согласно легенде, при посещении пушечного двора в Гановере коммодор Стивен Декейтер, желавший посмотреть, как куются пушечные ядра, увидел летающее существо, хлопающее крыльями, на которое никак не действовали попадания ни из какого оружия, включая пушечные ядра; якобы Декейтер лично стрелял в него, но Дьявол продолжал летать, чем вызвал сильную панику среди очевидцев[1]. Первоначально в этой легенде датой события указывался 1778 год, но это никаким образом невозможно, так как сам Декейтер родился только в 1779 году. Инцидент мог иметь место в 1816—1820 годах, когда он действительно был ответственным за проверку состояния артиллерийских орудий.
- Жозеф Бонапарт, старший брат Наполеона, якобы тоже рассказывал, что видел Дьявола из Джерси, когда охотился в своём поместье около Бордентауна[англ.] в Нью-Джерси в 1820 году[12].
- На протяжении XIX века Дьявол из Джерси обвинялся в убийствах скота, сообщалось о странных звуках, якобы издаваемых им, и о будто бы находимых его следах. В частности, Дьявол из Джерси якобы убивал скот в 1840 году, оставлял следы и издавал страшные крики (также убивая скот) в 1841 году[1]; в 1859 году люди видели его у города Хаддонфилд, а зимой 1873 года — около города Бриджтаун, и оба эти случая вызвали панику у населения.
- В декабре 1925 года появилось сообщение о трупе существа, якобы похожего на Дьявола из Джерси, в Гринвиче. Местный фермер застрелил некое животное, пытавшееся украсть его кур. После этого он показал труп более чем 100 людям, но никто не смог опознать, что это за существо[13].
- 28 июля 1937 года существо, похожее по описанию на Дьявола из Джерси, якобы было замечено в городке Даунингтаун в Пенсильвании[14].
- Примерно в то же время в степях Пайн возникла паника, после того как несколько мальчиков заявили, что видели «чудовище», по описанию похожее на Дьявола из Джерси.
- В 1951 году в Гиббстауне некий молодой человек заявил, что видел странное человекоподобное существо, издавшее к тому же пронзительный вопль, сильно его напугавший[15].
- В 1957 году Дьявол из Джерси якобы снова был убит, причём фермер, застреливший его, якобы даже показывал кому-то его труп[16].
- В 1960 году необычные следы были якобы найдены в Мейс-Лендинге, жители которого также будто бы слышали жуткий визг[17]. В том же году в Камдене предприимчивые люди объявили награду в 10000 долларов за поимку Дьявола из Джерси и даже обещали устроить для существа дом и одновременно частный зоопарк, если оно будет поймано[18].
- В 1980 году сообщалось о нападении Дьявола из Джерси на крупный рогатый скот в южной части штата, причём будто бы опять были обнаружены его следы странной формы.
- В 1991 году некто Эдисон, работник службы доставки товаров, описал якобы увиденное им ночью белое подобное лошади существо.
- В 1993 году, в декабре, лесной инспектор Джон Ирвинг, патрулируя один из парков Нью-Джерси, якобы столкнулся с монстром, стоявшим на двух ногах на лесной дороге, и посчитал, что это Дьявол из Джерси.
- По данным New York Times, только в 2007—2008 году было более десяти встреч с Дьяволом. Например, в 2007 году женщина в Уверолде говорила, что видела крылатое существо, похожее на летучую мышь, около своего дома, а в августе того же года мужчина видел его на дороге между Маунт-Лорел и Мурстауном; 23 января 2008 года мужчина в Личфилде (Пенсильвания) видел Дьявола на крыше своего сарая, а 18 августа того же года он был замечен тремя подростками в штате Мериленд, летая вокруг их автомобиля и улетев в поле, когда на их крики прибежали фермеры.

Источником информации являлась местная группа «охотников за дьяволами»: в наши дни существуют многочисленные сайты в Сети и журналы (такие, как Weird NJ), описывающие сообщения о встречах с этим существом, а также группы людей в Нью-Джерси, занимающиеся его поисками. Тем не менее, достоверность всех этих сообщений, естественно, более чем сомнительна.

## Наблюдения 1909 года
В отличие от всех описанных выше случаев, история 1909 года заслуживает как минимум внимательного рассмотрения. События произошли в течение недели с 16 по 23 января 1909 года, когда около тысячи людей заявили о встречах с Дьяволом из Джерси. Газеты назвали этот период «феноменальной неделей» и называли реакцию общественности на события с Дьяволом «позорным весельем». По мнению Регала, именно после этих событий в массовой культуре сложился стереотипный образ Дьявола из Джерси — подобия дракона с крыльями летучей мыши, когтями и головой, похожей на лошадиную.
- В субботу произошли первые наблюдения Дьявола из Джерси в этом году — в городке Вудбери.
- В воскресенье Дьявола видели несколько раз в Бристоле, штат Пенсильвания, и там же были обнаружены необычные следы на снегу.
- В понедельник в Берлингтоне были найдены странные следы, в том числе на крышах домов, некоторые из цепочек их внезапно прерывались. В некоторых других городах были обнаружены аналогичные следы.
- Во вторник, в 02:30, в Глостере Нельсон Эванс и его жена наблюдали Дьявола из Джерси из окна собственного дома. Ниже приведено сообщение господина Эванса:

«Оно было около 3,5 футов в высоту, с головой, похожей на овечью, и мордой лошади; шея очень длинная, размах крыльев — около 2-х футов, походка — наподобие журавля; у него были копыта. Оно использовало для ходьбы только ногу, отставленную назад, и тогда передняя поднималась высоко; мы в тот момент увидели, что оно совсем не использует ногу, выставленную вперед. Я и жена были сильно напуганы. И скажу вам, что я всё-таки нашёл в себе силы открыть створку окна, чтобы крикнуть „Эй!“. Потом оно повернулось туловищем на наш крик и затем улетело».
В этот же день двое охотников в Глостере отслеживали необычные следы Дьявола на протяжении 20 миль, которые шли в том числе через изгороди и заборы, причём с какого-то момента стали плотнее подходить друг к другу, оставляя лишь дюймовое пространство между собой. В ряде других городов в этот день также видели Дьявола.
- В среду в Ханнонфилде Коллинз Вуд сформировал поисковую команду для поимки Дьявола из Джерси. Они видели его летящим в Мурстаун, причём было несколько (минимум два) свидетелей.
- В четверг Дьявол из Джерси напал на трамвай на улице Хэддон-Хейтс в Камдене, но был отогнан[19]. После этого некоторые трамваи в окрестных городах ходили с вооружённой охраной. На некоторых фермах были найдены мёртвые курицы и другие домашние птицы, которых якобы убил Дьявол из Джерси. По сообщениям из Клейтона Дьявол из Джерси ходил по наэлектризованным трамвайным рельсам, после чего его ударило током и он упал, но не вполне ясно, так ли это, и мёртвого существа тоже никто не видел. Сообщалось, что полиция в Камдене и Бристоле, Пенсильвания, якобы открывала огонь по этому существу, но безрезультатно[20]; пожарные также поливали его водой из водяных труб для тушения пожаров в Вест-Коллинвуде, где он появился около противопожарного управления; также он появлялся на побережье у Филадельфии, а согласно некоторым сообщениям — даже вблизи Делавэра[21] и в западном Мэриленде[22]. Тем не менее полицейский из Атлантик-Сити утверждал, что сумел ранить Дьявола, и тот, хромая, убежал в лес; если это правда, то данное обстоятельство является весьма странным, потому как предположительно раненое существо продолжало нападать и после этого. Есть сообщения о том, что он появлялся в жилых кварталах городов, собираясь напасть на людей, но люди, швыряя в него первыми попавшимися предметами, отгоняли его. В этот же день он снова появился в Камдене, напав на собаку на глазах её безумно испуганного хозяина и оторвав от неё несколько кусков мяса, — это был первый наблюдаемый случай нападения Дьявола из Джерси на живое существо.
- В пятницу произошли его последние наблюдения — редкие появления и никаких нападений. Тем не менее паника была уже посеяна.

Сначала отчёты содержали лишь находки необычных следов, но затем появились сообщения о встречах с существом, напоминающим Дьявола из Джерси, которое появлялось как в Южном Джерси, так и довольно далеко от него — в Филадельфии и Делавэре. Широкое освещение истории в газетах породило панику во всей долине Делавэра и побудило ряд школ к субботе закрыться, а многих рабочих в течение нескольких дней оставаться дома. Группы охотников прочёсывали степи и деревни в поисках существа. Тем не менее, после пятницы, если не считать отдельных и совсем уж сомнительных сообщений, встреч с Дьяволом из Джерси больше не было. Тем не менее, в этот же период зоопарк Филадельфии предложил награду в 1000000 долларов тому, кто поймает животное, чем воспользовался публицист и мистификатор Норман Джеффрис, попытавшийся выдать за Дьявола из Джерси кенгуру, выкупленного им и его другом, дрессировщиком Джейкобом Хоупом, из цирка, с приклеенными к его спине самодельными крыльями и искусственными когтями на лапах, которого он продемонстрировал в Филадельфийском музее, перед этим направлявший в разные газеты множество ложных сообщений о якобы имевших место наблюдениях Дьявола. Спустя двадцать лет Джеффрис признался в мистификации. Гордон Штейн в своей книге «Encyclopedia of Hoaxes», вышедшей в 1993 году, отмечает, что следы копыт, выдаваемые в 1909 году за принадлежащие Дьяволу из Джерси, напоминали лошадиные, а также что впоследствии был найден человек, признавшийся, что подделывал их.

## Описания очевидцев
Ниже приведены некоторые цитаты очевидцев наблюдений Дьявола из Джерси в 1909 году (как единственные, хоть сколько-нибудь заслуживающие внимания):
Ниже приводятся свидетельства одного из очевидцев встречи с Джерсийским дьяволом:
- «В Делавэре я увидел как будто большого журавля, стоявшего на ветру, однако он испускал свет, как от светлячка. Голова его была как у барана, также имелись свернутые рога; это существо, перед тем как взлететь, надувает зоб. Оно имеет одновременно и слабые, и длинные крылья и короткие ноги; при этом выставленная вперёд нога короче выставленной назад», — прибрежный округ Бристоль, Е. В. Минстер, Свидетельства очевидцев, дата — 16 января 1909 года.
- «Оно имело рост три фута в высоту… Всё тело его целиком покрыто чёрным пухом, у него были обезьяньи передние конечности, морда собаки, раздвоенное копыто, и ещё хвост длиной в 1 фут», — рассказывал Джордж Шнайдер из городка Мурстауна (штат Нью-Джерси); инцидент произошёл 20 января 1909 года.
- «Главным образом, говорят, оно напоминает кенгуру… шея очень длинная. И ещё я видел, что его лицо несёт на себе отпечаток злобы, размер крыльев соответствует его размерам, хотя, конечно, во мраке всё могло показаться чёрным. Его ноги очень длинные и в чём-то немного изящные, в полёте его осанка сильно напоминает лебедя», — сообщает Льюис Бегер из Хаддон-Хейтса" инцидент имел место 21 января 1909 года.
- «Хоть я и был испуган, но могу сказать: оно имеет голову как у лошади, крылья как у летучей мыши, отдалённо — хвост как у крысы, но не очень длинный», — заявил Говард Кэмпбелл в окрестностях Атлантик-Сити, когда стрелял в Джерсийского дьявола; инцидент имел место 21 января 1909 года.

Не все эти описания сходятся между собой, но есть ряд общих признаков: рост около трёх футов (хотя в разных описаниях он может варьироваться от трёх до семи футов и более), длинные шея, хвост и крылья, копыта на ногах и голова, подобные лошадиным, красные светящиеся глаза и издаваемые им звуки, напоминающие тонкий человеческий крик.

## Версии происхождения легенды
Рассказы о Дьяволе из Джерси, возможно, имеют несколько общих причин. В частности, многие скептики полагают, что легенды о Дьяволе из Джерси были созданы и затем распространялись скучающими местными жителями как детские страшилки, а их происхождение является побочным результатом презрения к семье Лидс, неправильной идентификации реально существующих животных и негативных слухов о сельском населении региона. Степи Пайн Барренс известны тем, что ранние колонисты старались избегать этого опасного, дикого района. Эта каменистая, малоплодородная земля предоставляла защиту только для людей, желавших избегать общества: начиная от протестантов, миссионеров, беглых преступников — и вплоть до отбившихся от своих подразделений (или попросту дезертировавших) солдат колониальных армий, а впоследствии — для лиц, оставшихся лояльными королю после американской Войны за независимость. Вся эта разношёрстная публика создавала свои изолированные группы, кратко именуемые «pineys»; в некоторых таких «pineys» часть дохода добывалась грабежами, и поэтому они были известны как «Pine Robbers» (грабители из Pine). В XIX веке люди того времени, увлечённые евгеническим учением, предполагали следующее: для всех этих «pineys» была характерна дегенерация (дословно — «дьяволизация»), они были подвержены альбинизму и предрасположенности к преступлениям; такие выводы, в частности, были сделаны Генрихом Годдардом в своём исследовании «The Kallikak Family», ныне рассматривающемся как предвзятое, неточное и, скорее всего, сфальсифицированное. Все рассказы об ужасных чудовищах имеют под собой основание в виде животного наподобие медведя, обитавшего возле «pineys» и повсюду наводившего ужас на эти малоплодородные районы.
Джефф Брунер из Гуманистического общества Нью-Джерси считал, что прообразом Дьявола из Джерси стал обыкновенный канадский журавль, и писал: «Нет фотографий, никаких костей, никаких серьёзных доказательств и, что хуже всего, никаких объяснений его истоков, что позволяет не верить в сверхъестественное». Писатель-натуралист и по совместительству зоолог Том Браун-младший в этот период (начало XX века) проживал в штате Нью-Джерси — в Пайн Барренс — на открытой местности; основываясь на его свидетельствах, в нескольких его пеших походах его самого ошибочно принимали за Дьявола из Джерси, особенно когда он был сильно измазан глиной в целях спасения от полчищ москитов. Социолог медицины Роберт Бартоломью и писатель Питер Хасселл приводят серию предполагаемых наблюдений Дьявола из Джерси в 1909 году и последовавшую за ними панику как классический пример массовой истерии, основанной на местной городской легенде.
Случаи же с необычными следами на снегу могут быть объяснены активностью лесных мышей, прыгающих по снегу: от их тел как раз могут оставаться следы, напоминающие кривую букву «П» и расположенные на небольшом расстоянии друг от друга; кроме того, мыши могут лазить по крышам и перелезать через небольшие заборы и изгороди. По описанию следы Дьявола из Джерси сильно напоминают Следы Дьявола в Девоне, для объяснения которых некоторыми учёными предлагалось то же самое объяснение.
Наконец, существует теория, согласно которой Дьявол из Джерси, упоминания о наблюдениях которого известны уже более 500 лет, вполне может быть представителем небольшой популяции неизвестных науке или считающихся вымершими животных (то есть в течение всего периода наблюдается вовсе не одно существо, а множество) — например, каким-либо видом летающего пресмыкающегося (птерозавра или подобного). Это представляется более чем сомнительным. Хотя попытки связать появления Дьявола с, например, африканскими летучими мышами, крупными рогатыми филинами или даже медведями представляются более научными.
Таким образом, культурное влияние этого явления очень сильное, и в то же время для установления истины очень важны любые мелочи; источники рассказов также распространялись как от европейских поселенцев, так и от современников; всё это даёт почву для сравнения описаний о контактах с Дьяволом из Джерси. В Нью-Джерси существует общество «Охотников за Дьяволом», характеризующее себя как «официальных исследователей вопроса о Дьяволе из Джерси» и занимающееся сбором сведений, посещением исторических мест и устройством ночных охот в Пайн-Барренс, чтобы «найти доказательства того, что Дьявол из Джерси действительно существует».

## Сравнение с чупакаброй
Иногда Дьявола из Джерси сравнивают с якобы существующим центральноамериканским криптидом чупакаброй, однако Дьявол никогда не описывался как существо с шипами. Было несколько случаев, когда Дьявола считали виновным в гибели скота и домашней птицы, но на телах предположительных жертв не было найдено странных порезов или потери внутренних органов. Кроме того, чупакабра отнюдь не всегда изображается двуногим существом.

## В массовой культуре
Дьявол из Джерси на сегодняшний день является персонажем огромного количества фильмов, мультфильмов, телесериалов, книг, песен, компьютерных и видеоигр.

### Компьютерные и видеоигры
- В 1999 году Konami выпустила для приставки Sony PlayStation и IBM PC игру Jersey Devil, где Джерсийский дьявол представлен в виде супергероя наподобие Бэтмена (но в фиолетовом костюме), в качестве ассистента одного учёного-безумца, находившего новые биологические объекты для проведения своих экспериментов. Этот Джерсийский дьявол, тогда ещё будучи ребенком, сам сумел избежать «неприятных анатомических процедур» (основным «направлением» для проведения их был его внешний облик) и растворился в ночной темноте, после чего он через много лет вернулся, чтобы нанести удар безумному учёному и его армии мутантов.
- Дьявол из Джерси предстает как враг в играх для приставки Nintendo DS Scribblenauts и — в дальнейшем — Super Scribblenauts
- Джерсийский дьявол является также враждебным персонажем одной из игр серии Castlevania — Castlevania: Order of Ecclessia для приставки Nintendo DS.
- Дьявол из Джерси появляется на «паранормальном» столе в игре ZEN Pinball для приставки Playstation 3.
- Дьявол также кратко упоминается в «Эйб Линкольн Должен Умереть», четвёртом эпизод в видеоигре Sam & Max Save the World.
- Дьявол из Джерси появляется в online-игре Poptropica в локации Cryptids Island.
- Также является одним из персонажей в приключенческой игре от The Wolf Among Us.

### Кино
- Ужастик, выходивший только на видео, «13th Child: Legend of the Jersey Devil» («Тринадцатый ребёнок: Легенда о Дьяволе из Джерси») (в главных ролях — Клифф Робертсон и Роберт Гийом) снимался непосредственно в Pine Barrens, в деревнях Батсто и Хаммонтон, а также в лесу Вартон. Этот фильм является наиболее точным отражением оригинальной легенды.
- Фильм 2009 года «Carny» показывает Дьявола из Джерси сеящим хаос в маленьком городе.
- В фильме ужасов «Пустошь» (2011) режиссёра Даррена Линн Боусмана ведется история о Дьяволе из Джерси, где можно увидеть примерный внешний вид этого существа.
- Показан в мультфильме «Черепашки-ниндзя» (2007), где был одним из тринадцати монстров, пойманных для Макса Винтерса.

### Телевидение
- Легенда упоминается в американском псевдодокументальном фильме «Последняя трансляция» 1998 года, в котором четыре ведущих телешоу «Правда или вымысел?» отправляются в Пайн Барренс, чтобы сделать репортаж о Дьяволе из Джерси.
- Дьявол из Джерси появляется в криптозоологическом сериале телеканала Animal Planet «Lost Tapes».
- Дьявол из Джерси был предметом исследования в эпизоде «Дьявол из Джерси» в шоу канала A&E «Paranormal State».
- Эпизод 2002 года телевизионного цикла «Страшные места Земли» повествовал о Дьяволе из Джерси.
- Поискам Дьявола из Джерси посвящён фильм Cinemassacre «Jersey Odysseys: Legend of the Blue Hole» (2004 год).
- В 2008 году в криптозоологическом сериале телеканала History Channel «MonsterQuest» была серия о Дьяволе Джерси.
- Серия первого сезона псевдодокументального паранормального сериала «Destination Truth» назывался «Jersey Devil / Yeren». Джош Гейтс и команда расследовали сообщения о Дьяволе из Джерси.
- Появляется в 4 сезоне 7 серии телесериала "Чем мы заняты в тени".

### Телесериалы
- В сериале «Секретные материалы» один эпизод имеет название «Дьявол из Джерси», хотя на деле он имеет весьма мало общего с оригинальной легендой и повествует о диких выродившихся людях-людоедах, живущих в лесу.
- В 9 серии 7 сезона сериала «Сверхъестественное» упоминается Дьявол из Джерси, которому приписываются необычные части тела, начиная от крыльев и заканчивая лошадиной головой.

### Анимация
- В одной из серий мультсериала «Приключения Джонни Квеста», носящей название «Призрак Pine Barrens», герои пытаются раскрыть тайну Дьявола из Джерси (его крики озвучены Фрэнком Уэлкером).
- Дьявол из Джерси появляется в мультсериале «Американский дракон: Джейк Лонг», в серии «Длинный уик-энд»; его крики озвучены Ди Брэдли Бейкером. В этой серии Дьявол из Джерси изображён с головой лося с разными рогами, а также мышиными задними ногами, когтистыми лапами, крыльями орла и хвостом льва. Он терроризировал деревья в городе Нью-Джерси, в то время как Джейк был в походе со своим отцом.
- Дьявол из Джерси был уничтожен главными героями в пятнадцатой серии (The Jersey Devil Made Me Do It) мультсериала «Экстремальные охотники за привидениями».
- Дьявол из Джерси был показан на странице дневника из пилотной серии анимационного телевизионного сериала «Гравити Фолз»

### Музыка
- 31 октября 2008 Брюс Спрингстин выпустил музыкальное видео и бесплатную скачиваемую песню под названием «A Night with the Jersey Devil» на своём официальном сайте.
- Группа Coheed and Cambria выпустила песню под названием «Devil in Jersey City» в альбоме The Second Stage Turbine Blade о банде, называемой Дьяволами из Джерси.
- Кевин Уэлш написал песню «Дьявол из Джерси».

### Прочее
- Имя Дьявола из Джерси носит 177-я эскадрилья истребителей ВВС США, базирующаяся в Атлантик-Сити, Нью-Джерси.
- Существует сорт томатов, по форме больше похожих на ягоды болгарского перца, носящий название «Дьявол из Джерси».